# Лагепераська сільська рада
Ла́гепераська сільська рада (ест. Lahepera külanõukogu, рос. Лахепераский сельский совет) — сільська рада в Естонській РСР, адміністративно-територіальна одиниця в складі повіту Тартумаа (1945—1950) та Калластеського району (1950—1954).

## Населені пункти
Сільській раді підпорядковувалися села: Лагепера (Lahepera), Лаге (Lahe), Юра (Jura), Рупсі (Rupsi), Сабурі (Saburi), Валлавере (Vallavere), Мийза (Mõisa), Пяйксі (Päiksi), Падакирве (Padakõrve), Пеатсківі (Peatskivi), Аласоо (Alasoo), Кидезі (Kõdesi), Нінасоо (Ninasoo).

## Історія
13 вересня 1945 року на території волості Алатсківі в Тартуському повіті утворена Лагепераська сільська рада з центром у селі Лагепера. Головою сільської ради обраний Ріхард Ярве (Richard Järve), секретарем — Лорейда Ляенеметс (Loreida Läänemets).
26 вересня 1950 року, після скасування в Естонській РСР повітового та волосного поділу, сільська рада ввійшла до складу новоутвореного Калластеського сільського району.
17 червня 1954 року в процесі укрупнення сільських рад Естонської РСР Лагепераська сільська рада ліквідована. Її територія склала майже всю новоутворену Алатсківіську сільську раду за винятком південно-східної частини, яку утворила територія також ліквідованої Нінаської сільської ради.